# Camargue

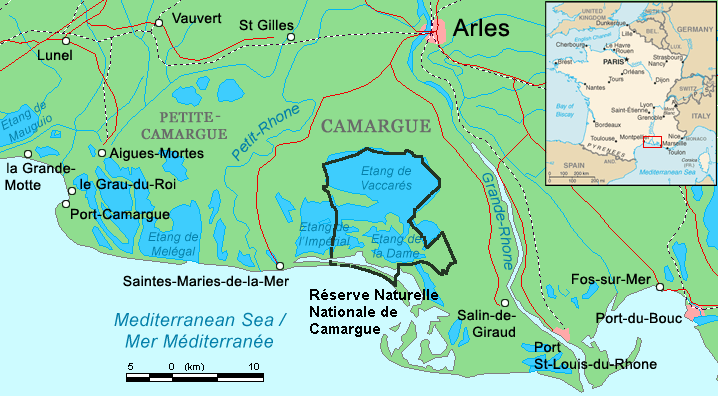
Camargue térképe

Camargue Franciaország egyik nevezetes területe, mely nagyobbrészt (Grande Camargue – nagy Camargue néven) az Arles-től északra kettészakadó, a Földközi-tengerbe torkolló Rhône ágai közt fekszik. A fő ága (Grand Rhône) Port-Saint-Louis-du-Rhône-nál torkollik a  Földközi-tengerbe, míg a mellékág (Petit Rhône néven) úgy 38 km-re nyugat felé Saintes-Maries-de-la-Mernél. A Petit Rhônetól nyugatra fekszik a Petite Camargue (kis Camargue), amely egy sík terület egészen Aigues-Mortes-ig elnyúlva.
A Camargue mintegy 930 km² -en terül el. Ennek legnagyobb részét mezőgazdasági termelésre használják, zöldség- gyümölcs- és rizstermelésre valamint állattenyésztésre. Főként árterületi talaja jó feltételeket teremt mindehhez. Salin-de-Giraud-tól délre (1856 óta) csaknem az egész területet szalinák foglalják el.
A Rhône folyóig terjedően a Camargue gátakkal védett terület, a korábbi megszokott és egyben a tájat formáló áradások tehát ma már hiányzanak. Ebből problémák adódnak: a talaj sóval telítődik. A Camargue déli részét, ahol már egyáltalán nincs mezőgazdasági hasznosításra mód, olyan növények lakják, melyek a brakkvizet tűrik: tamariska és húsos sziksófű (Salicornia).

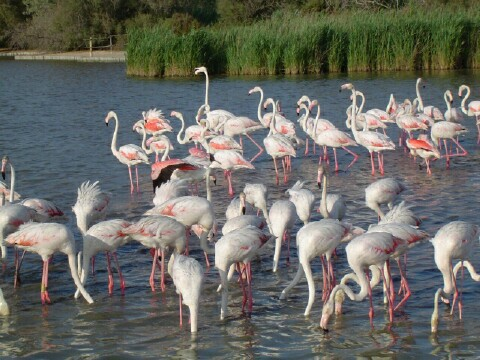
Flamingók Camargue-ban

Camargue mindenekelőtt természetvédelmi területként ismert. Míg csaknem az egész Camargue tájvédelmi terület (1970: Camargue regionális természetvédelmi park, 86.300 ha), addig a tulajdonképpeni természetvédelmi terület (1927: nemzeti természeti rezervátum, 13.117 ha) csak a Vaccarès-tóból (Étang de Vaccarès) és a tőle délre fekvő, a tengerig nyúló sávból áll.

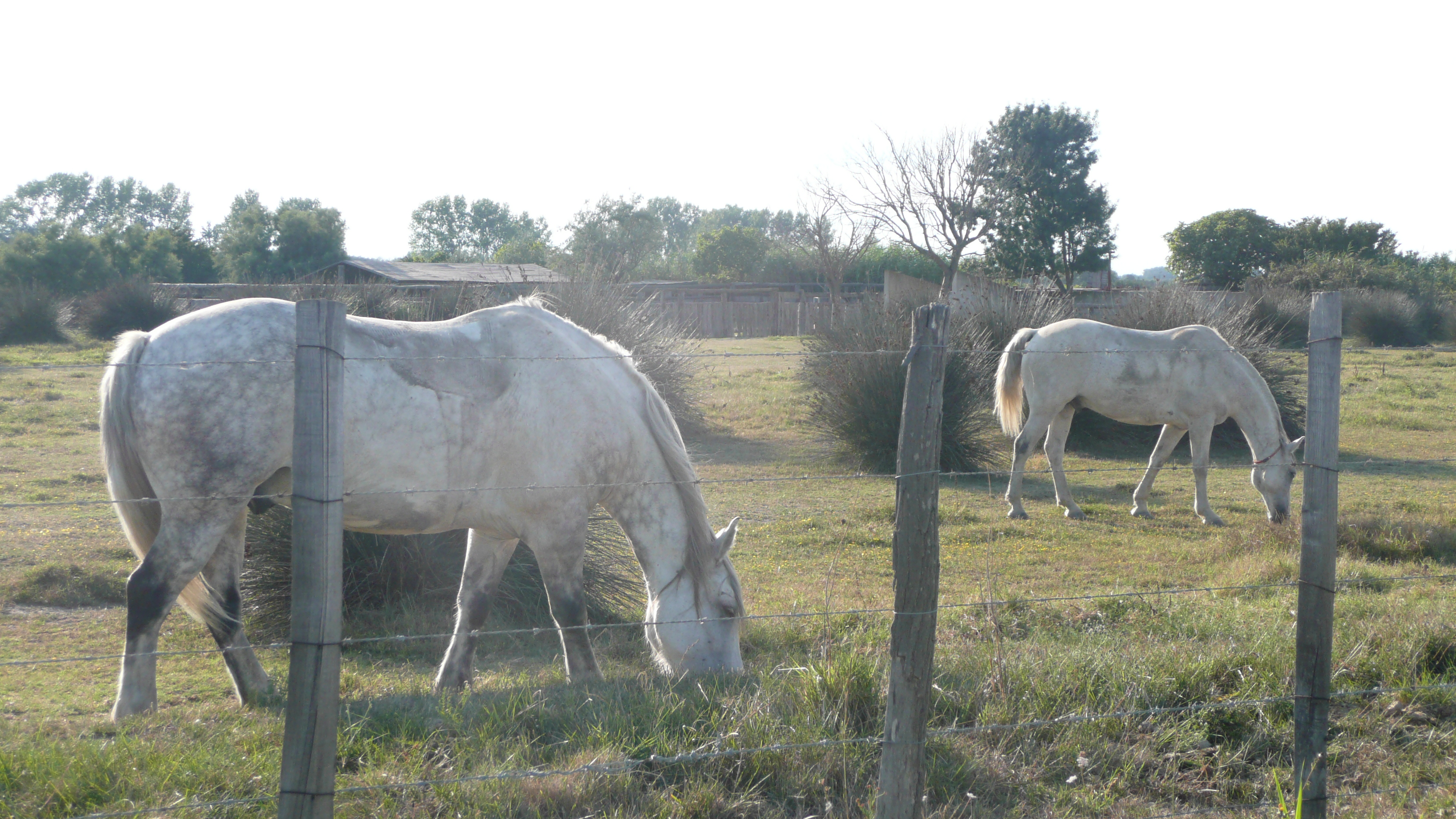
Camargue-i lovak

A természetvédelmi területen mintegy 400 fajból álló madárvilág él (pl. flamingók). A Vaccarès a legnagyobb a számos igen sekély tavak közt, amelyek a Camargue táj arculatát megszabják. A szürke camargue-i lovak vad ménesei, melyek csak itt élnek, valamint az olykor igen nagy csordái a camargue-i bikáknak turista attrakciók. Ezeket a nagyobbrészt vértelen bikaviadalokban  (fr:Course camarguaise) a Provance arénáiban használják. Húsuk a (francia  taureau, vagy toro) a provanszi konyha specialitása. A lovak és a bikák a szabadban élnek, de van tulajdonosuk és ennek megfelelően bélyegzést kapnak, ilyen értelemben nem vadon élő állatok.
Arlesból Les Saintes-Maries-de-la-Mer felé haladva,  Mas du Pont de Roustynál a (D 570) jelzésű úton a Camargue faunájáról kaphatunk képet, vagy pedig a La Capelière megfigyelő állomásnál a  (D 36c) úton, amely a Vaccarès-tó keleti partján halad. Ott fedett állásokból figyelhetők meg a madarak és egyéb vadon élő állatok, amíg az évszak és a klíma a sekély tavat ki nem szárította. 

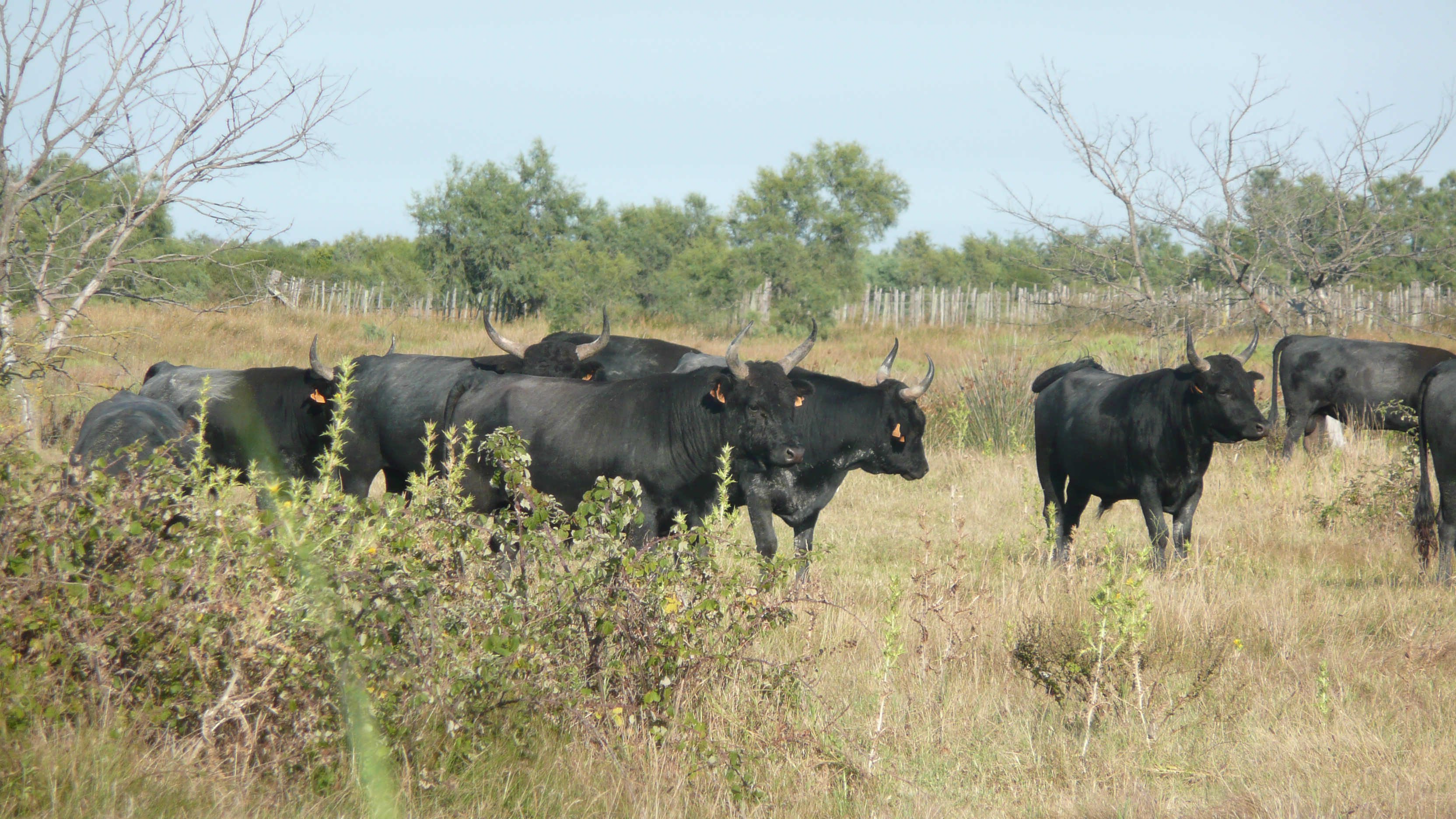
Camargue-i bikák

A Camargue csaknem teljesen Arles városának területéhez tartozva azt Franciaország legnagyobb kiterjedésű településévé avatja. A régi idők pásztorainak néha igen nyomorúságos életéről és Camargue más kulturális aspektusairól is képet kaphatunk Arlesban a Museon Arlatenben.
A pásztorok cabanekben, apró, nádfedeles kunyhókban szűkölködtek, melyeket itt-ott még ma is látni lehet.
A Camargue legnagyobb városa  Saintes-Maries-de-la-Mer, zarándokhely. Erődített, öreg temploma a 9. században épült.  Itt őrzik szent Mária Jakobea és szent Mária Szalome relikviáit 1448-óta. Színháza és három múzeuma van a városnak.
Camargue ismert a szalinák és az itt nyert fleur de sel okán is (finomabbra tört vagy darált tisztítatlan guérande-i só, „szürke sónak” is nevezik).

## Fordítás
- Ez a szócikk részben vagy egészben  a   Camargue című német Wikipédia-szócikk ezen változatának fordításán alapul.  Az eredeti cikk szerkesztőit annak laptörténete sorolja fel. Ez a jelzés csupán a megfogalmazás eredetét és a szerzői jogokat jelzi, nem szolgál a cikkben szereplő információk forrásmegjelöléseként.